# Bomolocha miranda
Bomolocha miranda là một loài bướm đêm trong họ Noctuidae.